# Prosopocera brunneomaculata
Prosopocera brunneomaculata är en skalbaggsart som beskrevs av Stefan von Breuning 1936. Prosopocera brunneomaculata ingår i släktet Prosopocera och familjen långhorningar.
Artens utbredningsområde är Angola. Inga underarter finns listade i Catalogue of Life.